# Ursula Noack
Ursula Noack (Halle (Saale), 7 april 1918 – München, 13 februari 1988) was een Duitse actrice, chansonzangeres, hoorspelspreekster en cabaretière.

## Biografie
Na haar opleiding tot actrice werkte Noack aanvankelijk in het Erfurt Theater. Na de Tweede Wereldoorlog maakte ze naam in Hamburg en Bremen op het podium en voor de microfoons van de lokale radiostations. Ook ontdekte ze haar liefde voor cabaret en verscheen ze in 1946 onder meer met Erich Kästner-teksten in de Schaubühne in München (destijds bekend van haar vluchtelingenlied). Begin jaren 1950 speelde ze met Hanne Wieder, Joachim Hackethal en Hans Jürgen Diedrich in Die Amnestierten. Deze studentengroep uit Kiel werd al snel een cabaret dat in de hele Bondsrepubliek Duitsland bekend was.
Ursula Noack werd in de jaren 1960 bij de meeste Duitse televisiekijkers bekend door haar aanwezigheid in het ensemble van de Münchner Lach- und Schießgesellschaft. Al in 1958 sloot ze zich via Diedrich aan bij de groep bestaande uit Ursula Herking, Klaus Havenstein, Dieter Hildebrandt en Diedrich. Het eerste programma waaraan ze deelnam was Eine kleine Machtmusik, maar ze ging het eerste jaar niet op tournee. Een jaar later verving Ursula Noack haar naamgenoot Herking.
In 1972 werd de Lach- und Schießgesellschaft opgeheven. Ursula Noack trok zich voornamelijk om gezondheidsredenen terug in het privéleven. Ze woonde met haar man Walter Kabel, de muzikaal leider van de Lach- und Schießgesellschaft, nabij München. Slechts af en toe kon je haar nog op het podium zien of haar stem op de radio horen. In 1988 overleed ze aan kanker, die halverwege de jaren 1980 werd vastgesteld. Hun laatste rustplaats is in het familiegraf op de bosbegraafplaats Grasbrunn (onderdeel van de Neukeferloh-gemeenschap) nabij München.
In 1971 was ze één van de 374 vrouwen die in het populaire tijdschrift Stern onder de titel "Wir haben abgetrieben" publiekelijk bekend maakten, dat ze een zwangerschap hadden laten onderbreken. Dit was een baanbrekende feministische actie omdat in die tijd abortus een strafbaar feit was.

## Overlijden
Ursula Noack overleed in februari 1988 aan de gevolgen van kanker die halverwege de jaren 1980 werd vastgesteld. Hun laatste rustplaats is in het familiegraf op de bosbegraafplaats Grasbrunn (onderdeel van de Neukeferloh-gemeenschap) nabij München.

## Hoorspelen
- 1948: Christian Bock: Vier Jahre und ein Tag – regie: Ludwig Cremer (NWDR Hamburg)
- 1948: Archibald MacLeish: Der Eroberer – regie: Hans Quest (NWDR hamburg)
- 1949: Lucille Fletcher: Der Mann im Fahrstuhl (Stella) – regie: Hans Herbert Westermann (RB)
- 1949: Claus Werner Caro: Jell und der Räuber (Jell) – regie: Günter Siebert (RB)
- 1949: Fjodor Michailowitsch Dostojewski: Schuld und Sühne (Dunja) – regie: Kurt Strehlen (RB)
- 1949: Wilhelm Semmelroth: Verwandelte Welt (Laetitia) – regie: Gert Westphal (RB)
- 1949: Wystan Hugh Auden: Das Zeitalter der Angst. Dialogen in versvorm over de spirituele situatie van onze tijd, gesproken in een nachtbar in New York (Rosetta) – regie: Gert Westphal (RB)
- 1949: Theo Lingen: Theophanes – regie: Walter Jokisch (RB)
- 1950: Josef Pelz von Felinau: Wetten, Mister Panne? Een hoorspel gebaseerd op originele opnamen door een luchtvaartmaatschappij – regie: Pawel Matweew (RB)
- 1951: Charles Dickens: Die vier Schwestern. Kleine stadsscène gebaseerd op een idee van Charles Dickens – regie: Günter Siebert (RB)
- 1951: Marcel November: Terra Balkana. Funkbild (Cypria) – regie: Gert Westphal (RB)
- 1951: Josef Martin Bauer: Glanz und Ende der Republik Asumara (Fräulein von Ichthöven) – regie: Karl Peter Biltz (RB/Südwestfunk)
- 1951: Helmut Käutner, Walter Ulbrich: Unter den Brücken (sjabloon: Unter den Brücken (film 1944/45)) (Vera) – regie: Helmut Käutner (RB)
- 1951: Manfred Hausmann: Lilofee. Dramatische ballad in een Nederduitse radioversie (Caddy, een halfbloed) – regie: Eberhard Freudenberg (RB)
- 1954: Inge Kleffel-Wüstenhagen: Indiskretionen. Eine Handtasche plaudert (Die plaudernde Handtasche) – regie: Hannes Krüger (RB)
- 1954: Alexander Sternberg: Das Gericht zieht sich zur Beratung zurück (aflevering: Ein klarer Fall) (Claire Stöckel) – regie: Gerd Fricke (NWDR Hamburg)
- 1954: Dylan Thomas: Unter dem Milchwald (2e buurvrouw/verdere 2e vrouw) – regie: Fritz Schröder-Jahn (NWDR Hamburg)
- 1963: Christian-Hartwig Wilke: Hörspielstudio (Faschingsbeitrag): Partysorgen (Edith) – regie: Sammy Drechsel (Bayerischer Rundfunk|BR)
- 1965: Rolf und Alexandra Becker: Gestatten, mein Name ist Cox (3e seizoen: 5 deel: Das Schaustück) (Mabel (Mrs. Bowman)) – regie: Walter Netzsch (BR)
- 1968: Paul Pörtner: Was sagen Sie zu Erwin Mauss? (koor) – regie: Paul Pörtner (BR/NDR)
- 1969: Arnold E. Ott: Besuch ohne Anmeldung (Betty Jagberg, zijn vrouw) – regie: Walter Netzsch (BR)
- 1976: Caroline Muhr: Luja & Felix: Das Vorrecht, eine Frau zu sein (Luja) – regie: Werner Klippert (SR)
- 1976: Caroline Muhr: Luja und Felix: Dynamisch (Luja) – regie: Werner Klippert (SR)
- 1976: Caroline Muhr: Luja und Felix: Schneeparadies (Luja) – regie: Werner Klippert (SR)
- 1976: Caroline Muhr: Luja und Felix: Blechzeitmensch (Luja) – regie: Werner Klippert (SR)
- 1977: Ludwig Thoma: Bayerische Szene: Altaich (Karline Schnaase, zijn vrouw) – bewerking en regie: Edmund Steinberger (BR)
- 1977: Peter Steinbach: Vernehmungen (Frau Zetsche) – regie: Wilm ten Haaf (BR)